# Taper

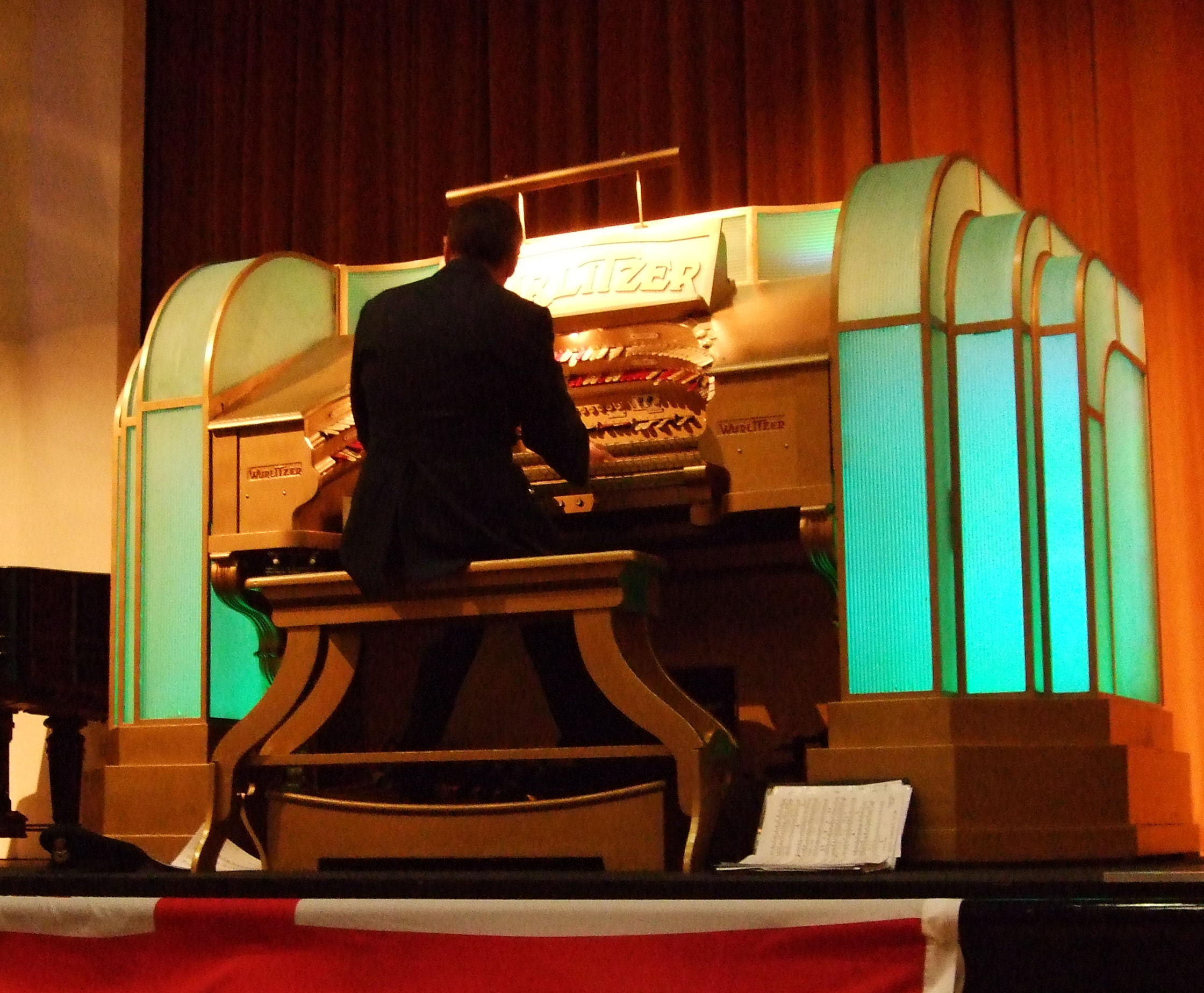
Taper przy swoim instrumencie na muzealnej wystawie

Taper – w niemym kinie osoba grająca na pianinie lub organach teatralnych, improwizująca podkład muzyczny do wyświetlanych scen. Samo słowo wywodzi się z języka francuskiego taper i oznaczało między innymi: pisanie na maszynie, stukanie, stukanie w klawisze.
W pierwotnym znaczeniu był to pianista grający za zapłatą do tańca; grajek barowy – salonowy. Odpowiedzialni byli też często za akompaniament przy występach kabaretowych i muzyczno-tanecznych, a nawet teatralnych. W czasach pojawienia się niemego kina byli wynajmowani również do udźwiękawiania scen na żywo. Z czasem wraz ze znaczeniem słowa zostali włączeni jako stały element niemego kina.
Podstawowym instrumentem tapera było pianino, ale w niektórych przypadkach zajmowali się oni także odgłosami, np. wystrzału z pistoletu, a nawet pocałunku. Stanowisko tapera było obsadzane przypadkowo i niekoniecznie ludźmi z talentem czy kreatywnością. To dzięki nim ten sam film mógł zostać odebrany jako prześmiewczy lub jako dramat. Improwizując, śledzili nie tylko akcję z ekranu, ale również tę na widowni. Rola tapera była niezwykle ważnym elementem pokazu, Marek Henrykowski pisze wręcz o kinowym święcie za czasów Wielkiego Niemowy.
Pierwszy seans filmowy, który odbył się w Paryżu w 1896 r. — odbył się przy akompaniamencie fortepianu. Ten sposób udźwiękawiania filmów popularny był na przełomie XIX i XX w. Od 1927 r., coraz częściej udźwiękawiano filmy i rozwijano raczkującą technologię zapisu dźwięku wpierw na płycie (system Vitaphone), a później na taśmie optycznej (system Movietone).
Inną odmianą tapera są japońscy benshi, którzy nie tylko zajmowali się muzyką i dźwiękami, ale także opowiadali co dzieje się na ekranie i odczytywali dialogi. Z czasem ową praktykę nazwano „The Narrator System” (system narratorski). Podobną rolę pełnił tzw. bonimenteur, komentator, który czasami zmieniał głosy lub improwizował dźwięki natury.